# John Sharp
John Herbert Sharp (Bradford, 5 agosto 1920 – Londra, 26 novembre 1992) è stato un attore britannico.

## Biografia
In tutta la sua carriera girò più di 100 film, dal 1949 al 1991. Sharp iniziò la sua carriera come attore cinematografico nel 1949, riscuotendo una certa fortuna negli anni 50. Dalla metà degli anni sessanta inizio a dedicarsi prevalentemente alla televisione britannica in serie popolari come Agente speciale (episodio Murdersville), ne Il mio amico fantasma nell'episodio The Ghost Who Saved the Bank at Monte Carlo; ne Il prigioniero, in Not on Your Nellie contro Hylda Baker, in Z Cars, e ne L'ispettore Regan (1976, episodio On the Run). 
Tre le sue apparizioni principali nei film italiani, da ricordare quella nel ruolo dello Zio Will nel film di Luigi Comencini Incompreso (1966). Nel 1972 partecipò, nelle vesti del Vescovo Guido, al film Fratello sole, sorella luna, per la regia di Franco Zeffirelli, film liberamente ispirato alla vita di Francesco d'Assisi. Nel 1974 partecipò ad ...altrimenti ci arrabbiamo! con Bud Spencer e Terence Hill, interpretando il ruolo del Capo, mentre nel 1979 partecipò al film Mani di velluto con Adriano Celentano ed Eleonora Giorgi, nei panni del maggiordomo. In una scena, Celentano e Sharp guardano  insieme la televisione, ove è in onda il film Altrimenti ci arrabbiamo, in cui lo stesso Sharp interpreta la parte del cattivo.
Partecipò anche ai riadattamenti delle favole di Charles Dickens per la TV nel 1980. Nel 1991, fece l'ultima apparizione televisiva nel programma Lovejoy.

## Filmografia parziale

### Cinema

Adriano Celentano e John Sharp in Mani di velluto (1979)

- La città dei diamanti (Diamond City), regia di David MacDonald (1949)
- I trafficanti della notte (Night and the City), regia di Jules Dassin (1950)
- The House Across the Lake, regia di Ken Hughes (1954)
- Bunny Lake è scomparsa (Bunny Lake Is Missing), regia di Otto Preminger (1965)
- Incompreso, regia di Luigi Comencini (1966)
- Tre morsi nella mela (Three Bites of the Apple), regia di Alvin Ganzer (1967)
- Fratello sole sorella luna, regia di Franco Zeffirelli (1972)
- La maledizione (And Now the Screaming Starts!), regia di Roy Ward Baker (1973)
- The Wicker Man, regia di Robin Hardy (1973)
- ...altrimenti ci arrabbiamo!, regia di Marcello Fondato (1974)
- Barry Lyndon, regia di Stanley Kubrick (1975)
- Galileo, regia di Joseph Losey (1975)
- Mani di velluto, regia di Castellano e Pipolo (1979)
- Il diabolico complotto del dottor Fu Manchu (The Fiendish Plot of Dr. Fu Manchu), regia di Piers Haggard (1980)
- Prigioniero del passato (The Return of the Soldier), regia di Alan Bridges (1982)
- Il servo di scena (The Dresser), regia di Peter Yates (1983)
- Top Secret!, regia di Zucker-Abrahams-Zucker (1984)
- La sposa promessa (The Bride), regia di Franc Roddam (1985)

### Televisione
- Il prigioniero (The Prisoner) – serie TV, episodio 12 (1967)

## Doppiatori italiani
Nelle versioni in italiano dei suoi film, John Sharp è stato doppiato da:
- Gianni Bonagura in Fratello sole sorella luna
- Oreste Lionello in ...altrimenti ci arrabbiamo!
- Paolo Lombardi in Mani di velluto
- Arturo Dominici in Top Secret!